# Сахалинский таймень
Сахали́нский тайме́нь, или чираи, или гой, или чеви́ца (лат. Parahucho perryi) — вид крупных лучепёрых рыб из семейства лососёвых. Систематики не определились, к какому роду относится вид: часть выделяют в монотипический род Parahucho, часть относят к роду тайменей (Hucho).
Обитает в Японском море, входит на нерест в реки Хоккайдо, южных Курильских островов, Сахалина и Приморья.
Сахалинский таймень достигает 2 м в длину и 24 кг веса, доживая до 16 лет. Отличается этот вид от обычного тайменя более крупной чешуёй.
Хищник, основа рациона рыба: сельди, корюшки, дальневосточная навага.